# Џулија Маргарет Камерон
Џулија Маргарет Камерон (енгл. Julia Margaret Cameron; Калкута, 11. јун 1815 — Калутара, 26. јануар 1879) била је британска фотографкиња која стоји за једног од најзначајнијих портретиста 19. века. Позната је по крупним плановима блиског фокуса познатих викторијанских мушкараца и по илустративним сликама које приказују ликове из митологије, хришћанства и литературе. Такође је израдила осетљиве портрете жена и деце.
Након што се прво поставила међу англо-индијску вишу класу Калкуте, а потом међу лондонском културном елитом, Kамерон је оформила сопствени салон у коме су долазили угледни викторијанци у морском селу Слатководна, Острво Вајт.
Након што је дуго година показивала велико интересовање за фотографију, Камерон се почела бавити овом праксом у релативно касној 48. години, након што јој је ћерка поклонила камеру. Брзо је произвела велико дело ухвативши генијалност, лепоту и невиност мушкараца, жена и деце који су посетили њен студио у Слаткој води и створили јединствене алегоријске слике инспирисане позориштем, италијанским сликарима из 15. века и дело њених креативних савременика. Њена фотографска каријера била је кратка, али продуктивна; направила је око 900 фотографија током дванаестогодишњег периода.
Њен рад био је споран у своје време. Критичари су је ометали у њеним меко фокусираним и нерафинираним сликама, а њене илустративне фотографије сматрали су аматерскима. Међутим, њени портрети угледних мушкараца (попут Хенрија Тејлора, Чарлса Дарвина и сер Џона Хершела) доследно су хваљени, како у њеном сопственом животу, тако и у рецензијама њеног рада. Њене слике су описане као "необично моћне" и "потпуно оригиналне" и заслужна је за стварање првих крупних планова у историји медија.

## Детињство, младост и образовање
Дана 11. јуна 1815. године, Џулија је рођена у месту Калкута, Индија. Она је била четврто од десеторо деце и једно од седморо која је преживела до одрасле доби; троје браће и сестара су умрли као новорођенчад.
Њен отац Џејмс Питер Патл је био британски званичник из Енглеске у Индији, док је радио за Источноиндијску компанију. Његова породица била је везана за Источноиндијску компанију дуги низ година, иако је он пратио своју линију до претка из 17. века, који је живео у Лондону. Њена мајка је била француска аристократкиња, а ћерка Шевалије Амброз Пјер Антоине де л'Етанг.
Седам сестара Патл - познате по томе што су биле блиске, отворене и неконвенционалне у понашању и одевању (и по свом "шарму, духовитости и лепоти") - све до једне су послате у Француску као децу да се образују. Џулија је живела тамо са баком мајком од 1818. до 1834. године, након чега се вратила у Индију.

### Јужна Африка и Калкута
1835. године, након што је претрпела неколико болести, она је са родитељима обишла рт Добре наде у Јужној Африци. Европљанима који живе у Индији било је уобичајено да посете Јужну Африку да се помире након болести.
Док је била тамо, упознала је британског астронома сер Џона Хершела, који је посматрао јужну небеску хемисферу. Такође је упознала Чарлса Хај Камерона, двадесет година старијег господина и реформатора индијског закона и образовања који је касније уложио пуно новаца у плантаже кафе на садашњој Шри Ланки. Чарлс је такође био тамо да се помири са болешћу, вероватно од вирулентне маларијске грознице која се често ширила током сезоне индијског монсуна. Болест коју је претрпео узроковала је понављајуће проблеме са бубрезима и дијареја - до краја живота.
Венчали су се у Калкути 1. фебруара 1838, само две године након сусрета. У децембру исте године, Џулија је родила њихово прво дете; Сир Џон Хершел био је кум.  Између 1839. и 1852. године имали су шесторо деце, од којих је једно усвојено.  Све у свему, пар Камерон је одгајао 11 деце, петоро своје, пет сирочета деце рођака и ирску девојчицу Мари Ријан коју су нашли да просјаче и коју је она касније користила као модел на својим фотографијама.
Почетком 1840-их - као организатор друштвених ангажмана за генералног гувернера, Џулија је постала истакнута домаћица у англо-индијском друштву.  У то време се дописивала и са Хершелом о најновијим достигнућима у фотографској технологији. Године 1839. Хершел ју је информисао о проналаску фотографије. Године 1842. послао јој је две десетине калотипа и дагеротипије, прве фотографије које је икад видела.

### Енглеска
Вероватно да би били ближи својој двоје деце, пар Камерон се доселио у Енглеску 1845. године, где су учествовали на уметничкој и културној сцени у Лондону. Џулија је често посећивала кућу Литл Холанд у Кенсингтону, Лондон, где је била њена сестра, Сара Принсеп која надгледала је књижевно-уметнички салон "пре-рафаелитских сликара, песника и аристократа са уметничким претензијама". Овде је упознала многе познате теме својих каснијих портрета, укључујући Хенрија Тејлора и Алфреда Тенисона. 
Године 1847. писала је поезију, започела роман и објавила превод Леоноре Готфрида Аугуста Бургера.
Три године касније, 1860. године, након дуже посете Алфреда Тенисона у селу Слатке воде, на острву Вајт, Камерон је ужурбано купила имање поред Тенисона. Породица се преселила тамо, назвавши имање "Димбола" по једној од плантажа кафе у Цејлону.  Приватна капија повезивала је резиденције и две породице су убрзо почеле забављати познате личности музиком, читањем поезије и аматерским представама, стварајући уметничку сцену онолико колико је раније пронађено у кући Литл Холанд. Тамо је живела до 1875. 

## Каријера
Камерон је показала интересовање за фотографију крајем 1850-их и постоје показатељи да је експериментисала са прављењем фотографија почетком 1860-их. Око 1863. њена ћерка и њен зет су јој као божићни поклон поклонили прву камеру (клизну камеру). Поклон је имао за циљ да пружи преусмеравање док је њен супруг био у Цејлону бавећи се његовим плантажама кафе. Од поклона, њена ћерка је изјавила "Можда би вас забавило, мајко, да покушате да се фотографишете током самоће у селу."
Након што је примила камеру, очистила је кокошињац и претворила га у студијски простор. Касније је у недовршеном аутобиографском рукопису написала: 
Претворио сам своју шупу у своју тамну собу, а кокошињац постао је моја стаклена кућа. Кокоши су ослобођене, надам се и верујем да нису поједене. Зарада од нових положених јаја је заустављена, а све руке и срца суосећали су се са мојим новим радом, јер је друштво кокоши и пилића убрзо промењено у присуство песника, пророка, сликара и драгих девојака [...] Почела сам без знања о уметности ... нисам знала где да поставим своју тамну кутију, како да усредсредим сетер, а прву слику сам направила у својој констатацији трљајући руку о филмској страни стакла. 
Дана 29. јануара 1864. године фотографисала је деветогодишњу Ен Филпот, фотографију коју је описала као свој "први успех". Фотографију је послала оцу субјекта, уз напомену:
Мој први савршени успех у целој Фотографији захваљујући великом знању и слаткоћи мог најбољег и најправеднијег посматрача. Ову фотографију сам снимила у 13:00, петак, 29. јануара. Штампано - тонирано - све је фиксирано и уоквирено мени и дато до 20:00 истог дана.
Исте године саставила је албуме својих слика за Ватса и Хершела, регистровала је своје дело и припремила га за изложбу и продају  и изабрана је у Фотографско краљевско друштво Лондона, чија је чланица била до њене смрти и где је приказивала рад на годишњим изложбама.
Иако се Камерон бавила фотографијом као аматер и себе сматрала уметницом, и упркос томе што никад није наручила портрете нити основала комерцијални студио, своју је фотографску активност сматрала професионалним подухватом, активно ауторским правима, објављивањем и маркетингом свог дела. Њена породица није видела знатне приходе од њихових плантажа кафе у Цејлону и Камерон је можда тражила да уложи нешто новца за своје фотографије. Портрети славних и велика количина њеног фотографског износа такође указују на комерцијалне тежње.: 25,41–42,496
Године 1865. постала је члан Фотографског друштва Шкотске и средила да се њене фотографије продају преко лондонских дилера. Британском музеју представила је серију фотографија „The Fruits of the Spirit“ и одржала своју прву самосталну изложбу у новембру 1865. Њени радови генерисали су снажну потражњу, а показала је свој рад широм Европе  осигуравајући награде у Берлину 1865. и 1866. и часно спомињање у Даблину.
Њен фотографски рад подржао је и њен супруг. Камерон је написала: "Мој супруг је од првог до последњег гледао сваку слику са одушевљењем, а моја свакодневна навика је да трчим за њим са просребреном плочом на коју је нешто отиснуто и да слушам његов одушевљени аплауз." 
У августу 1865. године Музеј Јужни Кенсингтон, сада Музеј Викторије и Алберта, купио је 80 њених фотографија. Три године касније музеј јој је понудио две собе које ће се користити као портретни студио, што је у ствари учинило музеј првим резиденцијални уметник.
Она је стварала фотографије Томаса Карлајла и Џона Хершела 1867. године. До 1868. године остваривала је продају преко компаније  P. & D. Colnaghi и другог лондонског агента Вилијама Спунера. Године 1869. створила је фотографију Пољубац мира, који је сматран њеним најбољим делом.
Почетком 1870-их, фотографије су јој сазреле. Њени разрађени радови укључују религиозне, књижевне и класичне фигуре врхунац су у низу слика за Тенисонову књиге поезија Idylls of the King, објављене 1874. и 1875, очигледно на њену штету. За то време, написала је и Анали моје Стаклене куће, незавршени мемоар који је приповедала о њеној фотографској каријери.
У октобру 1873. њена ћерка умрла је на порођају. Две године касније, због лошег здравља њеног супруга, због нижих животних трошкова и због тога што би били ближи њиховим синовима који су управљали породичним плантажама кафе који су имали, Џулија и њен супруг напустили су Енглеску и отишли за Цејлон са "кравом, њеном фотографском опремом и два ковчега опреме у случају да такви предмети не би били доступни на Истоку".
Хенри Тејлор препричава одлазак:
Господин и госпођа Камерон су отишли на Цејлон, тамо да живе и умиру. Купили су тамо имање пре тридесет година када је служио Круни тамо и другде на Истоку, и страствено је волео острво . . никад није престао да чезне за острвом као својим пребивалиштем, а тамо га је у осамдесет првој години заузео, са необичном радошћу.
В.К. Скот О’Конор касније је писао о одсуству у њиховом напуштеном дому у селу:
Кућа је сада нема и без станара. Читав њен грозничави живот и гужва су угушени, као и срце које се ту тукло у истинској саосећању са свим живим бићима која су јој досегнула потребу за таквим успехом. Њене лепе слушкиње, њени научници, њени песници, њени филозофи, астрономи и дивови, сви ти генијални људи који су јој дошли и седели вољно док је у грозници уметничке емоције пливала инструменте своје уметности, - сви су отишли , а тишина је једини станар који је остао на Димболи. 
Тај је потез ефективно означио крај њене фотографске каријере; након тога снимила је неколико фотографија, углавном Тамилских слугу и радника. Из овог периода је преживело мање од 30 слика. Њена производња можда је делимично опала због потешкоћа у раду са колодијом на врућинама погодним за инсекте где је слатка вода била мање доступна за испирање отисака. Ботанички сликар и биолог Маријан Норт препричала је своје време у посети Џулији у Цејлону:
Зидови собе били су прекривени величанственим фотографијама; било је палих столова, столица и подова са количином влажних књига, све неуредно и живописно; сама дама с чипкастим велом на глави и течним драперијама. Њене чудности су биле највише освежавајуће. . . Она је, такође, направила и проучавање домородаца док сам ја била тамо, и тако се залепила за једног од њих (што је рекла да је апсолутно врхунски) и да је инсистирала на томе да њен син задржи њега као баштована, иако није имао башту и није знао ни значење те речи. 
У фебруару 1876. године магазин Macmillan's  објавио је њену песму "На портрету". Следеће године се њена слика Раздвајање сир Ланселота и краљице Гвиневре појавила на насловници Harper's Weekly магазина.
Након кратке посете Енглеској шест месеци раније, од које се Џулија разболела од јаче прехладе проузроковала је њену смрт 26. јануара 1879. у Цејлону. Често се извештава да је њена последња реч била „Лепота“  или „Лепа“.
У својој дванаестогодишњој каријери, Џулија је направила око 900 фотографија.

## Рад са фотографијом
Камерон је била образована и култивисана жена; била је хришћанка упозната са средњовековном уметношћу, ренесансом и пре-рафаелитима. На њу је можда утицао и савремени интерес за френологију, проучавање људске физиономије као карактера особе. Стари сликари су такође имали утицај на њен рад. Њене композиције и употреба светлости повезани су са Рафаелом, Рембрантом и Тицијаном.
Џон Хершел, који је пренео Џулији вест о проналасцима фотографије Талбота и Дагера, имао је важан утицај на технику и практичност медија, као што је назначено у писму које је она написала астроному: Ви сте мој први учитељ и вама дугујем сва прва искуства и увиде. " 
Можда је најважнији фотограф који је утицао на њен рад био Дејвид Вилки Винфилд. Њен стил портрета изблиза блиског Тицијану можда је научила због Винфилда, будући да је од њега научила лекцију и касније написала "Ја се с њим дописујем у кореспонденцији кад год имам потешкоће".  Као и она, Винфилд је објавио албум портрета пријатеља са меким фокусом, обучених као ликове из историје или литературе.  Штампа је упоредила њихов фотографски рад и приметила сличности у стилу и њихово схватање медија као ликовне уметности. Касније је написала да „свом осећају за прелепу фотографију дугујем њему, за све своје покушаје, а самим тим и цео свој успех." 

### Концепти лепоте у фотографијама
Њени портрети делом су производ њене интимности без обзира на тему, али намеравају да обухвате и „посебне квалитете или суштине - обично генијалне у мушкарцима и лепоте у женама“. Мајк Вивер, научник који је писао о њеној фотографији у раду објављеном 1984. године, видео је идеју генија и лепоте уоквирио "у специфично хришћанском оквиру, као показатељ узвишеног и светог". Вивер претпоставља да је њено мноштво утицаја информисало о концепту лепоте: "Библија, класична митологија, Шекспирове игре и Тенисонове песме спојене су у јединствену визију идеалне лепоте." 
Камерон је сама наговестила своју жељу за привлачењем лепоте. Написала је, "Желела сам ухапсити сву лепоту која је била преда мном и дуготрајно је чежња задовољена" и "Моје тежње су да оплеменим Фотографију и да јој обезбедим лик и комбинујем стварно и идеално и жртвујући ништа истине свим могућим преданошћу поезији и лепоти. "
Њени женски субјекти обично су бирани због своје лепоте, посебно " дуге косе, незреле лепоте познате на сликама пре Рафаелита".
Њене фотографије углавном су сврстане у три категорије: угледни портрети мушкараца, осетљиви и нежни портрети жена и илустративни алегорији засновани на религијским и књижевним делима.

### Мушкарци
Џулијини портрети мушкараца били су својеврсно обожавање јунака. Џулија је написала Томасу Карлајлу: "Кад сам имала такве мушкарце пред камером, моја цела душа се трудила да изврши своју дужност према њима, верно бележећи величину унутрашње, као и особине спољног човека. Тако направљена фотографија скоро је отеловљење молитве. "
Већина тих људи су били познати научници, писци или свештеници викторијанске ере. Камерон се окренула сликама старих сликара и савременој идеји - заснованој у френологији - идеалног „типа“ да ухвати величину која опажала је у тим еминентним викторијанским појединцима. Њена тежња да забележи ову величину резултирала је снажним сликама које су приказале мајсторску команду кјароскуроа што је резултирало "најбољом и најизгледнијом галеријом еминентних викторијанаца која постоје".
Џенет Малком примећује пажњу коју је Камерон посветила коси као експресивном елементу у својим портретима, пишући како су "њени планови у мушким моделима били слављење браде колико и викторијанске еминентности." 
- Дарвин
- Хенри Тејлор
- Алфред Тенисон, 1869
- Тенисон, 1875

### Жене
Њене слике жена су очигледно мекше од мушкараца. Уз мање драматично осветљење и типичнији размак између прибора и фотоапарата, ове су слике мање динамичне и конвенционалније од њених слика мушкараца.
Џулија је готово искључиво фотографисала млађе жене, никад не правећи портрет чак ни своје комшинице и добре пријатељице Емили Тенисон. Према биографу Дарвина, Камерон је одбила да фотографише Дарвинову жену рекавши да "ниједна жена не сме бити фотографисана у доби од 18 и седамдесет година. "
Њене зреле фотографије жена препознате су по суптилном, али сугестивном приказу несигурности и пропадљивости женског идентитета. Многе њене слике младих жена затамњују њихову индивидуалност и представљају свој идентитет вишеструким и променљивим, показујући их „у паровима или се огледају у огледалу ... често изражавају дубоку двосмисленост и анксиозност.“
Џенет Малком поново примећује њену пажњу на коси својих модела, пишући како "Девојчице чија је коса била густа да би је се решиле због изгледа дечјег вртића а старије девојке биле су фотографисане тако да откопчавају своје кабанице и цигаре како би им коса поетично струји или тече или се увија око њихових лица ".
- Елен Тери, 1864
- Алис Лидел, 1872
- Џулија Џексон
- Сумња
- Меј Принсеп

### Деца
Деца - њена деца, рођаци и млади мештани - често су били модели за њу. Деца су била популарна тема у викторијанској ери и Џулија се држала преовлађујућих идеја о њима као невиним, добрим и племенитим. Редовно их је приказивала као анђеле или као децу из библијских прича.
Деца на њеним сликама нису увек била кооперативна, а њени покушаји да их прикаже као алегоријске фигуре често су били фрустрирани дечијом досадом, огорченошћу, одвлачењем пажње - расположењима која су често видљива на њеним сликама.
- Ја чекам
- Пол и Вирџинија
- Љубав у беспослености
- Млади Астанакс
- Млади Ендимион
- Анђео рођења

### Алегорије и илустрације
Џулија је можда ове илустративне групне портрете сматрала изазовнијим од осталих њених слика. Што је више људи на слици, веће су шансе да ће се неко кретати током дужих експозиција, па је било потребно више светла да се скрати време експозиције и заустави покрет. Више људи је такође значило већу дубину поља како би се сви ставили у фокус, што је додатно компликовало композиције.
На њене наративне портрете жена утицало је позориште. Жене на њеним сликама обично су приказане у идеализираним викторијанским улогама мајке и жене.

### Религија
Камерон је направила преко 50 слика које представљају Мадону (Богородицу), а коју често глуми њена служавка домаћинства Мари Хилијер. Ове фотографије представљају „идеал женствености који комбинује целовитост са квалитетама сензуалности и рањивости“. Представљала је Девицу Марију у разним сценама из Библије али је створила и низ радова које илуструју опскурније религиозне личности. 
- Хенри Тејлор као краљ Давид, 1866
- Девица Марија
- Анђео на гробу

### Књижевност
Камерон је књижевност узела за инспирацију за своје илустративне фотографије, које представљају ликове из Шекспирових драма, разних песама, романа, игара и дела својих савременика: Алфреда Тенисона, Хенрија Тејлора, Кристине Росети, Роберта Браунинга и Џорџа Елиота. 
- 1875
- 1875
- 1865
- 1875

## Критике и наслеђе
У своје време, њене фотографије нашле су спорну публику, а многи су критиковали њену употребу меког фокуса и њене нетакнуте отиске.
Године 1865. фотографски часопис The Photographic Journal прегледао је њене слике коментаришући:
Госпођа Камерон излаже серију портрета познатих личности без фокусирања. Морамо признати ову даму за одважну оригиналност, али на штету свих осталих фотографских квалитета. Прави уметник употребио би све ресурсе који су му на располагању у било којој грани уметности коју би могао вежбати. На овим сликама је занемарено све што је добро у фотографији и видљиви недостаци уметности. Жао нам је што морамо оштро говорити о делима даме, али осећамо се присиљенима да то учинимо у интересу уметности.
The Photographic News поновиле су изјаву:
Шта у име свих нитрата сребра који су икада постали бели у црне имају ове слике заједничке са добром фотографијом? Замагљена, растргана, прљава, недефинисана, а у неким случајевима и готово нечитљива, тешко да постоји једна од њих која не би требала бити опрана с тањира чим би се појавила. Не можемо а да не помислимо да су можда маштовити и уметнички напори ове даме допуњено разборитим запослењем малог дечака са кожом за прање, и сочиво је зашкрипало ситницу из тачне дефиниције.
The Illustrated London News пружиле су алтернативну перспективу, пишући да су њене слике "најближи приступ уметности или боље речено најсмелији и најуспешнији примени принципа ликовне уметности у фотографији".
Неколико година касније Џорџ Бернард Шо рецензирао је посмртну изложбу њених радова, пишући:
Док портрети Хершела, Тенисона и Карлајла туку све шупље све што сам икада видео, тачно на истом зиду и готово у истом кадру, фотографије деце без одеће или доњег веша, са папирнатим крилима, већина инартистички груписана и уметнички означена као анђели, свеци или виле. Нико не би замислио да би уметник који је створио фотографију Карлајла створио такве детињасте тривијалности. 
Хелмут Герншајм, након што је видео фотографије које је она даровала железничкој станици у Хемпширу обешене у чекаоници станице, објавио је књигу о њеном раду која је помогла да се утврди њена репутација. Његова рецензија њених фотографија одјекнула је с ранијим критикама, критикујући њене алегоријске и илустративне фотографије, хвалећи њене јасније портрете:
Ако се већина предметних слика госпође Камерон чини под утицајем насмејаних и аматерских и чини се да по нашем мишљењу представљају неуспех, колико су мајсторски, с друге стране, њени непосредни, истинити портрети, који су у потпуности ослобођени лажних осећања, и које надокнађују грешке укуса у њеним учењима.
Мајк Вивер је 1984. године оспорио ову анализу у својој књизи Џулија Маргарет Камерон 1815–1879.. Вивер је такође критиковао карактеристике њене личности које су се фокусирале на њене претпостављене ексцентричности.
Колин Форд у Енциклопедији фотографије из деветнаестог века назива њене фотографије „необично моћним“ и „вероватно првим„ у крупном планом “фотографијама у историји“.  Он наставља:
Њене визуелизације поезије разликују се стилом и достигнућима од оних других фотографа тога доба. Њени савременици украшавали су књиге поезије, повремено их обиловали атрактивно расположеним фигурама у сценографији, али ретко илуструјући стварне ликове или инциденте из приче.
Малколм Данијел је за за музеј уметности Метрополитан написао:
Њени уметнички циљеви фотографије, поучени спољним изгледом и духовним садржајем италијанске слике из 15. века, били су у потпуности оригинални у њеном медију. Није имала за циљ ни довршене и формализоване позе уобичајене у комерцијалним портретним студијима, нити за сложене наративе других викторијанских „високих уметничких“ фотографа.
Џенет Малколм у књизи "The Genius of the Glass House"  пише да "њене композиције имају више везе са сликама породичног албума родитеља који су стасани заједно за обавезну групну слику него за ремек-дела западне уметности", али то „Лепота коју је Камерон пронашла и која је у изненађујућем броју случајева успела да ухвати, међу остарелим и старим мушкарцима викторијанске књижевно-уметничке институције представља камен темељац њеног достигнућа“. J. Paul Getty Museum музеј је 2003. објавио комплетни каталог познатих фотографија. Један опис портрета Алис Лидел тврди да су "њени фотографски портрети сматрани међу најбољима у раној историји фотографије".

## Публикације
- Cameron, Julia Margaret (1973) [1926]. Victorian photographs of famous men & fair women. Introductions by Virginia Woolf and Roger Fry. D. R. Godine. ISBN 978-0-87923-076-0.
- Cameron, J. M. P. (1875). Illustrations by Julia Margaret Cameron of Alfred Tennyson's Idylls of the King and other poems Архивирано на веб-сајту  (29. септембар 2007)
- Cameron, J. M. P. (1889). Unfinished autobiography "Annals of my glass house" by Julia Margaret Cameron, written 1874, first published 1889
- Cameron, J. M. (1975). The Herschel album: an album of photographs Архивирано на веб-сајту  (29. септембар 2007). London (2 St Martin's Place, WC2H 0HE): National Portrait Gallery
- Cameron, J. M., & Ford, C. (1975). The Cameron Collection: an album of photographs Архивирано на веб-сајту  (29. септембар 2007). Wokingham: Van Nostrand Reinhold for the National Portrait Gallery
- Cameron, J. M. P., & Weaver, M. (1986). Whisper of the muse: the Overstone album & other photographs Архивирано на веб-сајту  (29. септембар 2007). Malibu: J. Paul Getty Museum